# Bojite mostove
Bojite mostove este o arie protejată (sit de importanță comunitară — SCI) din Bulgaria întinsă pe o suprafață de 47,45 ha, integral pe uscat.

## Localizare
Centrul sitului Bojite mostove este situat la coordonatele 43°18′50″N 23°32′57″E / 43.314°N 23.5492°E.

## Înființare
Situl Bojite mostove a fost declarat sit de importanță comunitară în martie 2007 pentru a proteja 20 de specii de animale.

## Biodiversitate
Situată în ecoregiunea continentală, aria protejată conține 4 habitate naturale: Ape puternic oligomezotrofe cu vegetație bentonică cu Chara spp., Pajiști carstice calcaroase sau bazofile, de Alysso-Sedion albi, Pante stâncoase calcaroase cu vegetație casmofită, Peșteri inaccesibile publicului.
La baza desemnării sitului se află mai multe specii protejate:
- amfibieni (2): izvoraș-cu-burta-galbenă (Bombina variegata), Triturus karelinii
- mamifere (12): lupul (Canis lupus), liliac cu aripi lungi (Miniopterus schreibersii), liliac cu urechi de șoarece (Myotis blythii), liliac cu picioare lungi (Myotis capaccinii), liliac cărămiziu (Myotis emarginatus), liliac comun (Myotis myotis), liliacul cu potcoavă a lui blasius (Rhinolophus blasii), liliacul mediteranean cu potcoavă (Rhinolophus euryale), liliacul mare cu potcoavă (Rhinolophus ferrumequinum), liliacul mic cu potcoavă (Rhinolophus hipposideros), liliacul cu potcoavă a lui méhely (Rhinolophus mehelyi), dihor pătat (Vormela peregusna)
- nevertebrate (4): croitorul mare al stejarului (Cerambyx cerdo), orthosia schmidtii (Dioszeghyana schmidtii), rădașcă (Lucanus cervus), croitorul cenușiu al stejarului (Morimus funereus)
- reptile (2): Testudo graeca, țestoasă bănățeană (Testudo hermanni)

Pe lângă speciile protejate, pe teritoriul sitului au mai fost identificate 25 de specii de plante, 1 specie de amfibieni, 1 specie de nevertebrate, 6 specii de reptile.